# サドベリー・ニュートリノ天文台
サドベリー・ニュートリノ天文台(SNO)はインコ・リミテッドがカナダのオンタリオ州サドベリーに保有するクレイトン鉱山の地下2100mに位置するニュートリノ天文台であった。この検出器は大型タンクに溜めた重水との相互作用によって太陽ニュートリノを検出するよう設計されていた。
1999年5月に稼働を開始し、2006年11月28日に終了した。SNOの共同研究グループはその後数年間、取得したデータの分析を行った。
実験の責任者であるアーサー・マクドナルドは、この実験のニュートリノ振動発見への貢献により2015年ノーベル物理学賞を共同受賞した。
地下実験室は、恒久的施設として拡大され、今ではSNOLABとして複数の実験が行われている。SNOの装置自体は改修工事が行われて、現在はSNO+実験で用いられている。

## 実験の動機
地球に届く太陽ニュートリノの数を測定することは1960年代には行われていて、SNO以前のすべての実験のニュートリノ観測数は標準太陽モデルによる予測の3分の1から半分であった。複数の実験でこの矛盾が確認され、この効果は太陽ニュートリノ問題として知られるようになった。数十年にわたり多くのアイデアを出してこの効果の説明が試みられたが、そのひとつがニュートリノ振動の仮説であった。SNO以前のすべての太陽ニュートリノ検出器は主としてあるいは専ら電子ニュートリノに感度があり、ミューオンニュートリノとタウニュートリノの情報はわずかあるいは全く得られなかった。
1984年に、カリフォルニア大学アーバイン校のハーバード・チェンが太陽ニュートリノに対する検出器として重水を用いることの利点を初めて指摘した。それまでの検出器とは異なり、重水を用いることにより、検出器は2つの反応に感度を持つようになる。一方はすべてのニュートリノフレーバーに感度を持つ反応、他方は電子ニュートリノのみに感度を持つ反応である。 したがって、このような検出器はニュートリノ振動を直接測定できる。カナダ原子力公社はCANDU原子炉のために大量の重水の備蓄しており、必要な量（市場価格C$330,000,000）を無償で貸し出す用意があったため、カナダは魅力的な場所であった。
サドベリーのクレイトン鉱山は、世界で最も深い鉱山のひとつで、したがって低放射線バックグラウンドであり、チェンが提案した実験を行うのに理想的な場所としてすぐに認められた。そしてこの鉱山の経営陣は喜んで設備費のみでこの場所を使えるようにした:440。
SNO共同研究グループは第一回目のミーティングを1984年に開催した。当時、TRIUMFのK中間子ファクトリーの連邦政府資金調達の提案と競合し、多く大学がSNOを支持し、その開発がすぐに選択された。正式に進行したのは1990年である。
この実験はニュートリノ相互作用によって水中で生成された相対論的電子が生み出す光を観測する。相対論的電子は媒体中を移行するとき、チェレンコフ効果によってエネルギーを失い青い光の円錐を生み出す。直接検出されるのはこの光である。

## 検出器の概要
SNO検出器のターゲットは半径6メートル(20ft)のアクリル容器に入った1,000トン（1,102米トン）の重水であった。容器外の検出器空洞は浮力と放射線遮へいを得るために通常の水で満たされていた。重水は半径約850センチメートル(28ft)の測地線球上に固定された約9,600個の光電子増倍管(PMT)によって監視された。検出器を収容する空洞はこのような深さでは世界最大であり、ロックバーストを防ぐために様々な高性能なロックボルト技術が必要とされた。
観測所は他の鉱山操業から隔離された「SNOドリフト」と名付けられた11.5キロメートル (0.93 mi) ドリフトの末端に位置する。 ドリフトに沿って、多くの操作室や設備室があり、すべてクリーンルーム設備の中にある。 ほとんどの施設はクラス3000 (1 µm以上の粒子が空気1 ft3あたり3,000以下）であるが、検出器を収容する最後の空洞はより厳しいクラス100である。

### 荷電カレント相互作用
荷電カレント相互作用では、ニュートリノは重陽子中の中性子を陽子に変換する。ニュートリノは反応により吸収され電子が発生する。太陽ニュートリノのエネルギーはミュオンやタウレプトンの質量より小さく、そのため電子ニュートリノのみがこの反応に寄与する。放出される電子はニュートリノのエネルギー5-15 MeV程度のほとんどを持ち出し、検出することができる。生成される陽子は簡単に検出されるほど十分なエネルギーを持っていない。この反応により生成される電子は全ての方向に放出されるが、わずかにニュートリノがやってきた方向を示す傾向がある。

### 中性カレント相互作用
中性カレント相互作用では、ニュートリノは重陽子をその構成要素である中性子と陽子に分解する。ニュートリノはややエネルギーを失いつつ維持され、すべてのフレーバーのニュートリノが同じようにこの相互作用に寄与する。重水の中性子に対する反応断面積は小さく、中性子が重水素の原子核に捕獲されるときには約6MeVのエネルギーのガンマ線（光子）が発生する。ガンマ線の進行方向はニュートリノの進行方向とは完全に無関係である。一部の中性子はアクリル容器を通過して軽水に入り、軽水の中性子捕獲反応断面積は非常に大きいため直ちに捕獲される。この反応で約2MeVのエネルギーのガンマ線が発生するが、これは検出器のエネルギー閾値以下なので観測できない。コンプトン散乱し加速された電子はチェレンコフ放射を通じて検出することができる。

### 電子弾性散乱
弾性散乱相互作用では、ニュートリノは原子中の電子と衝突し、エネルギーを電子に分け与える。3種類すべてのニュートリノが中性のZボゾンの交換を通じてこの相互作用に寄与することができ、電子ニュートリノは電荷を持つWボソンの交換によっても寄与することができる。 このためこの相互作用は電子ニュートリノによるものが支配的であり、スーパーカミオカンデ検出器ではこのチャネルを通じて太陽ニュートリノの観測が可能になっている。この相互作用は相対論的なビリヤードに相当し、このため生成された電子は通常、ニュートリノが（太陽から）進行してきた方向を指し示す。この相互作用は原子中の電子で起こるため、重水と軽水の両方で同じ割合で発生する。

## 実験結果と影響
2001年6月18日、SNOの最初の科学的成果が発行され、ニュートリノが太陽からやってくるときに振動する（すなわち異なるフレーバーのニュートリノが互いに変化し合うことができる）ことの明確な証拠を初めてもたらした。この振動はニュートリノがゼロでない質量を持つことを示している。SNOで測定された全てのフレーバーのニュートリノ束の合計は理論的な予測とよく一致した。さらなる測定がSNOによって行われ、元の結果の確認および精度向上がなされた。
スーパーカミオカンデはSNOに先立ち1998年という早期にニュートリノ振動の証拠を公表したものの、スーパーカミオカンデの成果は決定的ではなく太陽ニュートリノを明確に取り扱っていなかった。SNOの結果が初めて直接太陽ニュートリノ振動を証明した。これは標準太陽モデルにとって重要なことであった。この実験結果がこの分野に大きな影響を与えたことは、SNOの論文のうち2つが1,500回以上、他の2つが750回以上引用されていることからわかる 。2007年、フランクリン研究所はSNOの責任者のアーサー・マクドナルドにベンジャミン・フランクリン・メダル（物理学）を授与した 。2015年のノーベル物理学賞がニュートリノ振動の発見によりアーサー B.マクドナルドに授与された。

## その他の可能な解析
SNO検出器はオンラインの時に銀河系内で超新星が発生した場合、検出することができるようになっていた。超新星によってニュートリノは光子よりも先に放出されるため、天文学コミュニティーに超新星が見える前に警報を出すことができる。SNOはスーパーカミオカンデ、LVDと共に超新星早期警報システム(SNEWS)の立ち上げメンバーであった。このような超新星はまだ検出されていない。
SNO実験は宇宙線の大気中相互作用で生成される大気ニュートリノも観測することができた。スーパーカミオカンデに比べて、SNO検出器の大きさは限られているため、1GeV以下のエネルギーの宇宙線ニュートリノに対して統計的に有意な信号は得られなかった。

## 参加機関
大型の素粒子物理学実験には、大きな共同研究グループが必要になる。SNOの共同研究者は約100人で、衝突型加速器実験に比べると小規模なグループである。以下のような機関が参加していた。

### カナダ
- カールトン大学
- ローレンシャン大学
- クイーンズ大学 - 多くの較正線源および線源配置機器を設計、作成した
- TRIUMF
- ブリティッシュコロンビア大学
- グエルフ大学

もはや協力機関ではないが、 チョーク・リバー研究所は重水を入れるアクリル容器の作成を指揮し、カナダ原子力公社は重水の供給元だった。

### 英国
- オックスフォード大学  - 実験のモンテカルロ解析プログラム(SNOMAN）の大部分を開発、維持した

### 米国
- LBNL –PMTを保持する測地線構造の作成を指揮した
- PNNL
- LANL
- ペンシルベニア大学 - 電子装置とトリガーのフロントエンドを設計、作成した
- ワシントン大学 – 実験の第三段階で中性子検出のための比例計数管を設計、作成した
- ブルックヘブン国立研究所
- テキサス大学オースティン校
- マサチューセッツ工科大学

## 名誉と受賞
- 小惑星 14724SNOはSNOに敬意を表して名付けられた。
- 2006年11月、SNOチーム全体はカナダで実施された第1回ジョン・C・ポランニー賞を「近年の自然科学あるいは工学のあらゆる分野の中で傑出した進歩」により受賞した[12]。
- SNOの研究代表者アーサー・B・マクドナルドは、2015年のノーベル物理学賞をスーパーカミオカンデの梶田隆章と共同でニュートリノ振動の発見によって受賞した。
- SNOは2016年、基礎物理学賞を他の4つのニュートリノ実験と共に受賞した。